# Dona Lindu
Eurídice Ferreira de Mello (Garanhuns, 15 de junho de 1915 — São Bernardo do Campo, 12 de maio de 1980), mais conhecida como Dona Lindu, foi uma agricultora brasileira e mãe do 35.º e 39.º presidente do Brasil, Luiz Inácio Lula da Silva.

## Biografia
Dona Lindu nasceu em Caetés, que na época de seu nascimento era distrito de Garanhuns, em Pernambuco.
Casou-se aos 20 anos com Aristides Inácio da Silva, que era ensacador de café, de 22. As bodas foram celebradas apenas no religioso, a quilômetros de distância do cartório mais próximo. O casal se conheceu na infância porque suas famílias eram vizinhas que seguiam a tradição de casar os filhos entre si, numa época em que os sertanejos saíam de seu povoado apenas para comprar mantimentos na cidade mais próxima. Após o casamento, Lindu teve 12 filhos, perdendo 4 ainda muito novos, devido a seca na região. Alguns anos depois, Aristides resolve sair de Pernambuco para tentar a vida em Santos, e 5 anos após sua partida, volta e engravida a esposa mais uma vez, e retorna a Santos, levando o filho Jaime, que já sabia ler e escrever. Numa das cartas que escrevia para o pai, Jaime, por iniciativa própria, diz para a mãe e os irmãos venderem o que tinham e migrarem. Assim como milhares de pessoas do nordeste naquele período, Lindu subiu a um pau de arara com os filhos e, após 13 dias, desembarcou em São Paulo e seguiu para Santos.
Mas a vida foi ficando cada vez mais difícil, pois Aristides virou alcoolátra, passando a agredir Dona Lindu e os filhos. Cansada da violência do marido, se muda com as crianças para a capital, onde passou por várias dificuldades, entre elas a alfabetização de seus filhos, e alguns anos depois o receio da vida militante do filho Luiz Inácio.

## Morte
Lindu morreu em 1980, aos 64 anos, vítima de câncer uterino, em São Bernardo do Campo, enquanto seu filho, Lula, estava preso no Departamento Estadual de Ordem Política e Social (DOPS), sendo sepultada no Cemitério da Vila Pauliceia, São Bernardo do Campo. 
Na época, Luiz Inácio Lula da Silva, seu filho, preso por liderar a greve dos metalúrgicos no ABC Paulista no final dos anos 70, foi autorizado pelas autoridades a ir ao velório da mãe, na capela do Hospital Beneficência Portuguesa de São Caetano do Sul.

## Homenagens

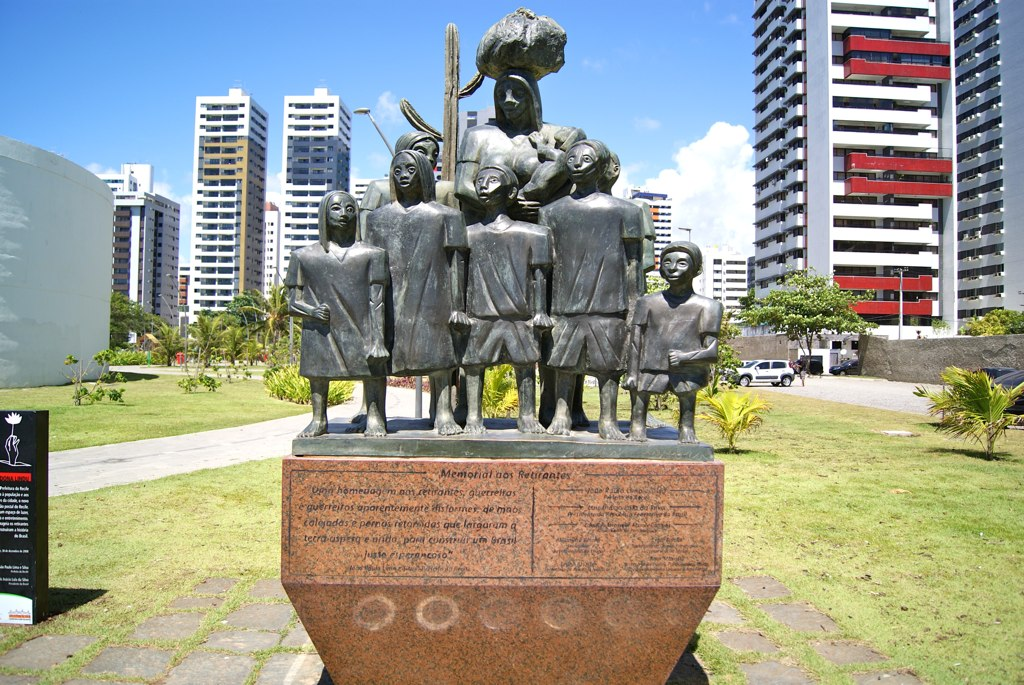
Monumento em homenagem à mãe do atual presidente da República Lula, no Parque Dona Lindu, na Praia de Boa Viagem, em Recife, Pernambuco, Brasil

Em sua homenagem, tem seu nome atribuído a ruas, parques, campi de universidades, hospitais, e bairros em todo o país. Em Recife, Pernambuco, o Parque Dona Lindu, localizado na Praia de Boa Viagem, projetado pelo arquiteto Oscar Niemeyer, foi inaugurado em 2011.
Em Paraíba do Sul, Rio de Janeiro, o nome da mãe do presidente foi dado ao Hospital Estadual de Traumatologia e Ortopedia Dona Lindu. Em Minas Gerais, uma unidade da Universidade Federal de São João del-Rei, na cidade de Divinópolis, chama-se Campus Centro-Oeste "Dona Lindu" (CCO).

## Na cultura popular
Dona Lindu foi interpretada pela atriz Glória Pires no filme Lula, o Filho do Brasil (2009).